# Поркароли, Бенедетта
Бенедетта Поркароли   (итал. Benedetta Porcaroli; род. 11 июня 1998, Рим) — итальянская актриса. Лауреат премии «Серебряная лента» (2019), а также двукратная номинантка на награду «Давид ди Донателло» в 2021 (лучшая женская роль второго плана, «18 подарков») и 2023 (лучшая женская роль, «Аманда»)  годах.
Она наиболее известна своей ролью Кьяры Альтьери в скандальном сериале Netflix «Девичьи секреты» (2018–2020).
Бенедетта Поркароли дебютировала на телеэкране в 2015 году в популярном телесериале Rai 1 «Всё может случиться», где исполняла роль Федерики Ферраро с 2015 по 2018 год.   Её кинематографический дебют состоялся в 2016 году с успешным фильмом режиссёра Паоло Дженовезе «Идеальные незнакомцы».

## Награды и номинации
| Год  | Премия             | Категория                         | Работа          | Итог      |
| ---- | ------------------ | --------------------------------- | --------------- | --------- |
| 2019 | Серебряная лента   | Лучшая молодая актриса            | Девичьи секреты | Победа    |
| 2020 | Серебряная лента   | Лучшая женская роль второго плана | 18 подарков     | Номинация |
| 2021 | Давид ди Донателло | Лучшая женская роль второго плана | 18 подарков     | Номинация |
| 2023 | Давид ди Донателло | Лучшая женская роль               | Аманда          | Номинация |